# Фотоподіл
Фотоподіл — процес, у якому атомне ядро після поглинання гамма-кванта зазнає ядерного поділу та розпадається на два або більше фрагменти.

## Історія дослідження і властивості
Цю реакцію виявила в 1940 році невелика група інженерів і вчених, які керували апаратом Westinghouse Atom Smasher у дослідницькій лабораторії компанії у Форест-Гіллс у Пенсільванії. Вони використовували пучок протонів з енергією 5 МеВ для бомбардування фтору і генерування фотонів високої енергії, які потім опромінювали зразки урану і торію.
Гамма-промені з відносно невисокими енергіями у кілька десятків МеВ, може викликати розщеплення у традиційно здатних до розщеплення елементах, таких як актиноїди торій, уран, плутоній і нептуній. Експерименти з гамма-променями набагато вищої енергії показують, що поперечний переріз фотоподілу мало змінюється в діапазоні енергій в кілька ГеВ.
Експерименти 1946 року з неперервним випромінюванням бетатрона з енергією близько 100 МеВ показали, що поперечний переріз фотоподілу становить для урану максимальний і 5×10−26 см2, для торію вдвічі менший, а в інших досліджених елементах менший за 10−29 см2.

## Фотоядерна реакція
Фотоядерна реакція — це подібний, але інший фізичний процес, у якому гамма-квант надзвичайно високої енергії взаємодіє з атомним ядром і змушує його перейти у збуджений стан, який одразу розпадається, випускаючи субатомну частинку.